# Воловщина (Ждановичский сельсовет)
Воловщина (бел. Валоўшчына) —  деревня в Ждановичском сельсовете Минского района Минской области Беларуси, в 12 км на юго-запад от Минска. 
Следует отличать от деревни Воловщина в Горанском сельсовете, расположенной в нескольких километрах на юго-запад.

## История

### В составе Российской империи
В 1800 году - околица, 3 двора, 43 жителя, в Игуменском уезде.
В 1897 году - околица, 14 дворов, 87 жителей, в фольварке - 3 двора, 20 жителей, в Заславской волости.

### После 1917
В 1917 - 39 дворов, 229 жителей.
С 20.8.1924 - хутор в Ратомском с/с. В 1926 году на хуторе было 53 двора, 229 жителей. С 20.1.1960 - в Ждановичском с/с.

### В настоящее время
В 1997 году было 35 хозяйств, 44 жителя, в составе конезавода им.Доватора (центр - аг.Ратомка). В 2010 году было 21 хозяйство, 44 жителя, магазин.